# Castelspina
Castelspina là một đô thị ở tỉnh Alessandria trong vùng Piedmont của Italia, có vị trí cách khoảng 70 km về phía đông nam của Torino và khoảng 14 km về phía tây nam của Alessandria. Tại thời điểm ngày 31 tháng 12 năm 2004, đô thị này có dân số 403 người và diện tích là 5,5 km².
Castelspina giáp các đô thị: Castellazzo Bormida, Gamalero, Predosa, và Sezzadio.

## Notable Castelspinesi
- Giovanni Canestri (1918 - 2015), Nguyên Tổng giám mục đô thành Tổng giáo phận Genoa.